# Японска есетра
Японските есетри (Acipenser multiscutatus) са вид животни от семейство Есетрови (Acipenseridae).
Срещат се в северозападната част на Тихия океан, както и в сладководни басейни в Япония. В някои класификации видът е разглеждан като разновидност на амурската есетра (A. schrenckii).